# Jameel Heywood
Jameel Heywood (Saint Thomas, 19 marzo 1977) è un ex cestista americo-verginiano.

## Carriera
Con le Isole Vergini Americane ha disputato tre edizioni dei Campionati americani (2001, 2003, 2007).